# Thái Thị Thảo
Thái Thị Thảo (* 12. Februar 1995 in Đô Lương, Nghệ An) ist eine vietnamesische Fußballspielerin.

## Karriere

### Vereine
Auf Klubebene ist sie seit 2013 beim Hà Nội I WFC aktiv.

### Nationalmannschaft
Erste Einsätze für die vietnamesische A-Nationalmannschaft sammelte sie spätestens ab dem Jahr 2018. Mit dieser nahm sie an der Asienmeisterschaft 2018 und den Asienspielen 2018 teil. Auch bei den Südostasienmeisterschaften 2018 und 2019 sammelte sie ein paar Einsätze mit Torerfolgen. Im Jahr 2019 folgte die Teilnahme mit der Mannschaft an den Südostasienspielen. Das nächste große Turnier war dann die Asienmeisterschaft 2022.
Am 2. Juli 2023 wurde sie für den finalen Kader bei der Weltmeisterschaft 2023 nominiert.

### Futsal
Mit der Futsal-Nationalmannschaft nahm sie an den Südostasienspielen 2017 teil.